# Vergesellschaftung (Soziologie)
Vergesellschaftung bezeichnet allgemein die Verwandlung von etwas Ungesellschaftlichem (etwa Vereinzelten) in etwas Gesellschaftliches. Dieser Artikel beschreibt die Verwendung im Bereich der Soziologie.

## Vergesellschaftung bei Max Weber
Zuerst wurde der Begriff von Max Weber 1922 aus Ferdinand Tönnies’ Begriff der Gesellschaft weiterentwickelt. Er bezeichnet eine soziale Beziehung „wenn und soweit die Einstellung des sozialen Handelns auf rational (zweckrational oder wertrational) motiviertem Interessenausgleich […] beruht“. Ferdinand Tönnies schreibt in seinem Werk Gemeinschaft und Gesellschaft, jede der menschlichen Beziehungen sei eine „[…] gegenseitige Wirkung, die insofern, als von der einen Seite getan oder gegeben, von der anderen so beschaffen, dass sie zur Erhaltung, oder so, dass sie zur Zerstörung des anderen Willens und Leibes tendiere […]: bejahende oder verneinende.“ Unter Vergesellschaftung ist daraus folgend der Prozess gemeint, der aus Individuen Gesellschaftsmitglieder macht, indem er sie in unterschiedlicher Weise in den sozialen Zusammenhang integriert (oder negativ integriert). Vergesellschaftung vollzieht sich vor allem klassen-, ethnien- und geschlechtsspezifisch und unterliegt sich verändernden sozialhistorischen Bedingungen. Beispiele sind etwa die Entstehung sozialer, rechtlicher oder kultureller Stände wie Adel, Bürgertum oder Proletariat.
Im Gegensatz dazu steht bei Weber die Vergemeinschaftung (wie bei Tönnies die Gemeinschaft), die auf Affekt oder Tradition beruht.

## Vergesellschaftung bei Georg Simmel
Die vermutlich häufigste Bedeutung, in welcher der Begriff verwendet wird, ist jedoch die von Georg Simmel (1908). Er sieht den Gegenstand der Soziologie in den Sozialen Interaktionen der Gesellschaft. Diese nennt er Vergesellschaftung. Simmel definiert die Geselligkeit „als Spielform der Vergesellschaftung und als – mutatis mutandis – zu deren inhaltsbestimmter Konkretheit sich verhaltend wie das Kunstwerk zur Realität.“ Geselligkeit im engeren Sinn entsteht nach ihm, wenn der Prozess der Vergesellschaftung als Wert an sich und Glückszustand jenseits der sozialen Realitäten erlebt wird.

## Soziologie als Lehre von den Formen der Vergesellschaftung
Klaus Lichtblau schreibt in seiner Schrift Von der „Gesellschaft“ zur „Vergesellschaftung“. Zur deutschen Tradition des Gesellschaftsbegriffs über Simmels Auseinandersetzung mit dem Gesellschaftsbegriff. Diese habe im engen Zusammenhang mit seinem Bemühen gestanden, der Soziologie eine sichere wissenschaftliche Grundlage zu verschaffen, die es ihr ermöglichen sollte, sich als eigenständige Disziplin im Konzert der überlieferten Geistes- und Staatswissenschaften erfolgreich zu behaupten. Simmel habe vorgeschlagen, von „Gesellschaft“ bezüglich etwas Funktionellem zu sprechen und diesen Begriff weitestgehend durch Begriff der Vergesellschaftung zu ersetzen, um Missverständnisse zu vermeiden.
Klaus Lichtblau: „Simmel zufolge bildet also nicht die ‚Gemeinschaft‘ oder der ‚Staat‘, sondern das Individuum den eigentlichen Gegenbegriff zu dem der Gesellschaft. […]. Für Simmel ist es dabei nicht entscheidend, wie flüchtig bzw. dauerhaft oder wie räumlich begrenzt bzw. ausgedehnt ihr ‚Miteinander-‘, ‚Füreinander‘ und ‚Gegeneinander-Handeln‘ ist (Simmel 1992a: 57, 1992b: 18). Sein Gesellschaftsbegriff ist deshalb prinzipiell offen und auch im Hinblick auf eine Theorie der Weltgesellschaft anschlussfähig, auch wenn Simmel selbst es vorzog, sich primär mit jenen „mikroskopisch-molekularen Vorgängen“ zu beschäftigen, bei denen sich das soziale Geschehen noch nicht zu „festen, überindividuellen Gebilden“ verfestigt hat, sondern sich die Gesellschaft gleichsam im Geburtszustand zeigt (Simmel 1992b: 33).“

## Vergesellschaftung mit Bezug auf Geschlechterrollen
Regina Becker-Schmidt (2003) bezeichnet mit „Doppelte Vergesellschaftung von Frauen“ die doppelte Einbindung von Frauen in Erwerbs- sowie in Familienarbeit als Ergebnis eines sozialen Wandels. Reinhard Kreckel hebt hervor, dass die doppelte Vergesellschaftung in der bürokratisch-kapitalistischen Gesellschaft für beide Geschlechter gelte, dass aber Frauen typischerweise den widersprüchlichen Anforderungen aus beiden Bereichen voll ausgesetzt seien.
Mit einer heute als Ethnosoziologie bezeichneten Perspektive hat Claude Lévi-Strauss 1949 eine strukturelle Betrachtung von Heirats- und Verwandtschaftsprozessen begründet.